# Nyvrem Cars
Nyvrem Cars Limited war ein britischer Hersteller von Automobilen.

## Unternehmensgeschichte
Mervyn Edwards gründete 1986 oder 1987 das Unternehmen in Weston-super-Mare in der Grafschaft Somerset. Er begann mit der Produktion von Automobilen und Kits. Ian und Michael Hayles unterstützten ihn dabei. Der Markenname lautete Nyvrem. Im gleichen Jahr endete die Produktion. Insgesamt entstanden zwei Exemplare.

## Fahrzeuge
Das einzige Modell war der Nirvana. Ein Spaceframe-Rahmen bildete die Basis. Darauf wurde eine zweisitzige Karosserie montiert. Viele Teile kamen vom Ford Cortina. Verschiedene Motoren, darunter ein V6-Motor von Ford, standen zur Wahl. Es gibt Fotos eines weißen und eines dunklen Coupés sowie eines gelben Roadsters.